# Dewi Morris
Colin Dewi Morris (Crickhowell, 9 de febrero de 1964) es un exrugbista y presentador británico, que se desempeñaba como medio scrum. Fue internacional con la Rosa de 1988 a 1995.

## Biografía
Nacido en Gales, se crio en una granja de ovejas y no fue aceptado en la secundaria más poderosa de rugby de la nación, debiendo estudiar en Inglaterra. En la escuela fue compañero de Jon Callard, también un rugbista internacional.
Debutó en la primera del Liverpool St Helens F.C. en 1983, ganó la Copa de Lancashire 1989-90 y se pasó al rival Orrell R.U.F.C. En 1995 se convirtió en profesional con la llegada de la era abierta, siendo contratado por los Sale Sharks, con quienes fue subcampeón de la Anglo-Welsh Cup y se retiró en 1997.
Tras su retiro se convirtió en presentador y ahora trabaja en un programa de rugby en Sky Sports, junto a los exinternacionales Stuart Barnes y  Will Greenwood. Es padre de tres hijas.

## Selección nacional
Representó a Inglaterra A. Debido a su ciudad natal pudo representar a Gales.
Geoff Cooke lo seleccionó a la Rosa por vez primera en las pruebas de fin de año 1988 y debutó ante los Wallabies, anotando un try en la victoria inglesa.
En 1990 perdió la titularidad con John Hill y no jugó hasta 1992, cuando la recuperó. Tuvo un increíble nivel y fue campeón del Torneo de las Cinco Naciones 1992 y 1995, ambos mediante Grand Slam.

### Participaciones en Copas del Mundo
Cooke lo convocó para Inglaterra 1991 como suplente de Hill. Aunque incluso estuvo en la Final, no jugó ninguna prueba.
| Mundial                       | Sede       | Resultado     | PJ | Tries |
| ----------------------------- | ---------- | ------------- | -- | ----- |
| Copa Mundial de Rugby de 1991 | Inglaterra | Subcampeón    | 0  | 0     |
| Copa Mundial de Rugby de 1995 | Sudáfrica  | Cuarto puesto | 5  | 0     |

Jack Rowell lo llevó a Sudáfrica 1995 como titular y allí se retiró internacionalmente. Formó con la leyenda Rob Andrew, el talentoso Jeremy Guscott y el capitán Will Carling, para muchos es la mejor línea de backs de aquel mundial.

### Leones
En 1993 el escocés Ian McGeechan lo seleccionó a los Leones Británicos e Irlandeses para disputar la Gira a Nueva Zelanda como titular, por sobre el galés Robert Jones y el escocés Andy Nicol. Fue la última gira en la era aficionada y jugó las tres pruebas contra los All Blacks.